# Радзиня, Эльза Яновна
Э́льза Я́новна Шалконе-Ра́дзиня (латыш. Elza Šalkone-Radziņa, 21 января [10 февраля] 1917, Харьков, Российская империя — 18 августа 2005, Рига, Латвия) — советская, латышская актриса театра и кино, мастер художественного слова (чтец). Народная артистка СССР (1976).

## Биография
Эльза Радзиня родилась 21 января (10 февраля) 1917 года в Харькове (ныне на Украине) в семье Яниса Подниекса (1876—1921) и его супруги Либы (1885—1971).
До Первой мировой войны семья, где уже были сестра Анна и два брата, жила в Риге. Отец работал металлорезчиком на фабрике «Union», а мать — швеёй. С началом войны семья эвакуировалась вместе с фабрикой в Петроград, а с 1916 — в Харьков. В 1918 году возвратились в Ригу, а в 1921 переселились в Елгаву.
Училась в образцовой начальной школе при Елгавском Институте учителей (1925—1929), затем в гимназии Герцога Петера (1929—1936).
В 1936—1941 годах работала продавцом в книжном магазине, помощником библиотекаря, хористкой, танцовщицей театра в Елгаве. В 1942 году начала учиться в театральной студии при Елгавском драматическом театре. С приближением фронта в 1944 году с семьёй бежала в Курземе. Работала на кухне немецкого лазарета в Вентспилсе и участвовала в ансамбле актёров Вентспилса.
По окончании войны, в 1945 году начала выступать на сцене Елгавского драматического театра, где играла до 1953 года, когда перешла в Валмиерский драматический театр.
С 1954 года — актриса Государственного театра драмы Латвийской ССР имени А. Упита (с 1988 — Латвийский национальный театр) (Рига).
Неоднократно выступала с чтением поэтических произведений Рабиндраната Тагора, Омара Хайяма, Арии Элксне.
Скончалась 18 августа 2005 года в Риге. Похоронена на 1-м Лесном кладбище.

### Семья
Была замужем три раза.
- Второй муж (1941—1958) — Карлис Радзиньш, актёр
  - Дочь — Инара Айна (в замужестве Янсоне) (р. 1942)
- Третий муж (с 1958) — Ольгертс Шалконис (1931—2018), актёр, режиссёр. Заслуженный деятель искусств Латвийской ССР (1981).

## Творчество

### Роли в театре
- 1952 — «Месяц в деревне» И. Тургенева — Наталья Петровна
- 1955 — «Дни портных в Силмачах» Р. Блауманиса — Елина
- 1958 — «Филумена Мартурано» Э. Де Филиппо — Филумена Мартурано
- 1962 — «Милый лжец» Дж. Килти — Стелла Патрик Кэмпбелл
- 1964 — «Двенадцатая ночь» У. Шекспира
- 1965 — «Дни портных в Силмачах» Р. Блауманиса — Антония
- 1967 — «Йынь с острова Кихну — дикий капитан» Ю. Смуула
- 1969 — «Лето в Ноане» Я. Ивашкевича — Жорж Санд
- 1971 — «Лилиом» Ф. Мольнара — Мушкатне
- 1972 — «Paši pūta, paši dega» П. Путниньша — Auguste Biezais
- 1972 — «Лев зимой» Дж. Голдмена — Алиенора Аквитанская
- 1975 — «Дни портных в Силмачах» Р. Блауманиса — Томулиха
- 1989 — «Бессовестные старики» А. Эглитиса — Сюзанна
- 1998 — «Галопом» М. Хэмптона и М. Л. Уилсон — Диана Вриланд
- 2002 — «Дорогой учитель!» Питера Эра — Жорж Санд
- «Федра» Ж. Расина — Федра
- «Венгерская Медея» А. Гёнца — Медея
- «Индраны» Р. Блауманиса — Густе

### Фильмография
- 1949 — Райнис — Дора
- 1959 — Илзе — эпизод
- 1961 — Спасибо за весну — эпизод
- 1964 — Гамлет — Гертруда
- 1965 — Клятва Гиппократа — мать Иманта
- 1966 — Эдгар и Кристина — мадам Аста Горст
- 1967 — Берег надежды — Мэри Джонсон
- 1967 — Генерал Рахимов — Ольга Петровна
- 1968 — Времена землемеров — Олиниета
- 1969 — Последняя реликвия — аббатисса
- 1970 — Клав — сын Мартина — Анце
- 1970 — Республика Вороньей улицы — мать Эльзы
- 1970 — Король Лир — Гонерилья
- 1970 — Слуги дьявола — Гертруда
- 1971 — В тени смерти — жена Зальги
- 1971 — Танец мотылька — Анна
- 1972 — Слуги дьявола на чёртовой мельнице — Гертруда
- 1973 — Вей, ветерок! — мать Улдиса
- 1973 — Олег и Айна — мать Айны
- 1973 — Как закалялась сталь — Ирина Александровна, редактор газеты
- 1974 — Приморский климат — Яутрите Пуце
- 1975 — Нападение на тайную полицию — госпожа Леиня
- 1975 — Наперекор судьбе — хозяйка
- 1975 — В клешнях чёрного рака — мать Мары
- 1976 — Фаворит — тётушка Дэбб Пенн
- 1976 — Смерть под парусом — миссис Тафтс
- 1976 — Агент секретной службы — Няга
- 1978 — Семейный альбом — Ирина Яновна
- 1978 — Театр — Долли Де Фриз
- 1979 — За стеклянной дверью — старшая медсестра
- 1979 — Инспектор Гулл — Сибил Берлинг
- 1980 — Сергей Иванович уходит на пенсию — Ирина Аркадьевна
- 1982 — Блюз под дождем — жена Фрейберга
- 1983 — Тайна «Чёрных дроздов» — Эффи Рэмсботтом
- 1984 — Последний визит — миссис Чивер
- 1985 — Мы обвиняем — мать Пауэрса
- 1985 — Мальчик-с-пальчик — придворная дама
- 1987 — Фотография с женщиной и диким кабаном — Паула
- 1990 — Майя и Пайя — Лайма
- 1991 — Крест милосердия — Элиза Ожешко
- 1993 — Смелость убить — эпизод
- 2000 — Страшное лето — эпизод
- 2001 — Скрытый — Тиммере

## Звания и награды
- Заслуженная артистка Латвийской ССР (1956)
- Народная артистка Латвийской ССР (1967)
- Народная артистка СССР (1976)
- Орден Дружбы народов (1981)
- Офицер ордена Трёх звёзд (1995)
- Диплом Всесоюзного кинофестиваля — за вклад в развитие драматического искусства на экране (Тбилиси, 1972)
- Премия Всесоюзного кинофестиваля в номинации «Вторые премии за актёрскую работу» за фильм «Вей, ветерок!» (Баку, 1974)
- Премия Спидолы (Латвийская государственная гуманитарная премия) — за жизненный вклад в культуру Латвии (Латвийский Фонд культуры, 1997)
- Приз Кинофестиваля «Большой Кристап» — за жизненный вклад в киноискусство Латвии (2003)
- Почётный член Академии наук Латвии (1997)
- Почётный гражданин Елгавы (1998).